# Сток (Куявсько-Поморське воєводство)
Сток (пол. Stok) — село в Польщі, у гміні Любранець Влоцлавського повіту Куявсько-Поморського воєводства.
У 1975-1998 роках село належало до Влоцлавського воєводства.